# Små skridt
Små skridt er et LP-album udgivet af den danske musiker Trille i 1981.
I 2010 blev albummet udgivet på CD i bokssættet Hele Balladen.

## Spor

### Side 1
1. "Kagesang" 3:05
2. "Såtid" 3:47
3. "Min Flamme" 3:23
4. "Dum" 5:05
5. "De Små Skridts Tunge Dans" 5:42

### Side 2
1. "Godt Nok 4:27"
2. "Heksedans 3:38"
3. "Min Lille Følgesvend (Sang Til Det Store Barn)" 3:04
4. "Flyv Lille Påfugl" 4:03
5. "Ud I Krogene" 6:50

| Musik | Spire Denne musikartikel er en spire som bør udbygges. Du er velkommen til at hjælpe Wikipedia ved at udvide den. |